# Arthur Brown (musicien)
Pour les articles homonymes, voir Arthur Brown et Brown.
Arthur Wilton Brown, né le 24 juin 1942 à Whitby dans le Yorkshire, est un chanteur rock britannique connu pour son style théâtral et controversé emprunté (comme pour son compatriote Screaming Lord Sutch) à Screamin' Jay Hawkins.

## Biographie
Son premier album, The Crazy World of Arthur Brown (1968), avec le titre phare Fire et la reprise du titre de Screamin' Jay Hawkins, I Put a Spell on You, a un succès inattendu en Europe et en Amérique. Il se classe au numéro 2 des ventes britanniques en septembre 1968. L'album est réalisé par Kit Lambert, réalisateur artistique des Who et Peter Townsend comme producteur associé.
Sur l'album, outre Arthur au chant, on retrouve Vincent Crane à l'orgue, au piano, aux arrangements et aux orchestrations, Nick Greenwood à la basse et deux batteurs, Drachen Theaker et le futur Nucleus et Soft Machine, John Marshall, sur deux chansons I Put a Spell on You and Child of My Kingdom. Le titre de l'album est également le nom de son groupe de tournée avec Crane, Greenwood et Carl Palmer qui succèdera à Drachen Theaker en tournée.
The Crazy World of Arthur Brown apparait dans le film The Committee (1968) de Peter Sykes.
Crane et Palmer quittent ensuite le Crazy World pour aller fonder le groupe Atomic Rooster en 1969; Palmer rejoint ensuite Keith Emerson et Greg Lake pour créer le trio Emerson, Lake & Palmer, en 1970.
Arthur Brown apparaît avec un casque en feu ou un maquillage qui sera, par la suite, repris par Alice Cooper.
Brown est interdit de scène aux États-Unis alors qu'il est en tournée. Par la suite, Arthur Brown ne rencontre plus autant de succès mais réalise quelques albums sous le nom de Kingdom Come (à ne pas confondre avec le groupe de glam rock du même nom).
En 1975, il tient le rôle du prêtre dans l'opéra rock Tommy des Who.
En 1976, on le retrouve sur le premier album du groupe Alan Parsons Project, Tales of Mystery and Imagination, pour le titre Tell Tale Heart, puis avec Klaus Schulze en 1979 et 1980.
Arthur déménage à Austin (Texas) durant les années 1980 puis décroche un master en counseling.
Il est également officiant de l'Église universelle de la vie.
En 1996, il retourne en Angleterre et enregistre, en 1997, le single Fire avec le groupe allemand Die Krupps.

## Singles
- 1965 - "You'll Be Mine" (The Diamonds) b/w "You Don't Know" (Arthur Brown avec The Diamonds) (Reading Rag Record LYN 770/771 UK)
- 1967 - "Devil's Grip" b/w "Give Him a Flower" (The Crazy World of Arthur Brown) (Track Records 604008 UK)
- 1968 - "Fire" b/w "Rest Cure" (The Crazy World of Arthur Brown) (Track 604022 UK), (Atlantic Records 2556 US), (Polydor 541012 Can)
- 1968 - "Nightmare" b/w "Music Man" (aka "What's Happening") (The Crazy World of Arthur Brown) (Track 604026 UK)
- 1968 - "I Put a Spell on You" b/w "Nightmare" (The Crazy World of Arthur Brown) (Track 2582 US)
- 1970 - "Green Mello Hill" b/w "I Could Have Loved Her" (Kingdom Come) (Action Records 2102 003 Europe)
- 1971 - "Eternal Messenger" b/w "I.D. Side to be B Side the C Side" (Kingdom Come) (Polydor Records 2001 234 UK)
- 1973 - "Spirit of Joy" b/w "Come Alive" (Polydor 2001 416 UK)
- 1974 - "Gypsies" b/w "Dance" (Gull Records GULS 4 UK)
- 1975 - "We've Gotta Get Out of This Place" b/w "Here I Am" (Gull GULS 13 UK)

## Albums Studios
- 1968 – The Crazy World of Arthur Brown (The Crazy World of Arthur Brown)
- 1971 – Galactic Zoo Dossier (Kingdom Come)
- 1972 – Kingdom Come (Kingdom Come)
- 1973 – Journey (Kingdom Come)
- 1975 – Dance
- 1977 – Chisholm in My Bosom
- 1979 – Faster Than the Speed of Light (Avec Vincent Crane)
- 1981 – Speak No Tech (Réédité par Craig Leon en 1984 sous le titre The Complete Tapes of Atoya)
- 1982 – Requiem
- 1988 – Brown, Black & Blue (Avec Jimmy Carl Black)
- 1989 – Strangelands (Enregistré en 1969) (The Crazy World of Arthur Brown)
- 2000 – Tantric Lover (The Crazy World of Arthur Brown)
- 2003 – Vampire Suite (The Crazy World of Arthur Brown)
- 2007 – The Voice of Love (The Amazing World of Arthur Brown)
- 2012 – The Magic Hat (Avec Rick Patten)
- 2013 – Zim Zam Zim - (The Crazy World of Arthur Brown)

## Albums Live
- 1993 – Order From Chaos (The Crazy World of Arthur Brown)
- 1994 – Jam (Enregistré en 1970) (Kingdom Come)
- 2002 – The Legboot Album
- 2011 – The Crazy World of Arthur Brown Live at High Voltage - Distribué en vinyle seulement - Édition limitée de 1000 tirages)

## Compilations
- 1976 – Lost Ears (Kingdom Come)
- 2003 – Fire – The Story of Arthur Brown

## Musique de film
- 1966 – Baby you know what you're doing/Don't tell me[1] - Deux chansons pour le film de Roger Corman The game is over, adapté du roman d'Émile Zola La curée, avec Jane Fonda, Michel Piccoli et Peter McEnery. Arthur est accompagné du groupe The Sharks.

## Participations
- 1965 – You'll Be Mine / You Don't Know - Single - Avec The Diamonds
- 1976 – Tales of Mystery and Imagination du (Alan Parsons Project) - Chant sur la pièce The Tell Tale Heart
- 1979 – Dune de (Klaus Schulze)
- 1979 – Time Actor de (Richard Wahnfried)
- 1980 – ...Live... de (Klaus Schulze)
- 1998 – The Chemical Wedding de (Bruce Dickinson)
- 1998 - Concert du groupe Pretty Things aux studios Abbey Road  "SF sorrow"
- 2000 – Curly's Airships de (Chris Judge Smith) - Avec Peter Hammill, David Jackson et Hugh Banton de Van Der Graaf Generator
- 2007 – Fifteen Years After de (All Living Fear)
- 2013 – Friends for a Livetime de (The Hamburg Blues Band)
- 2014 - Journey In Time de (Victor Peraino's Kingdom Come)